# Lewisburg (Tennessee)
Lewisburg es una ciudad ubicada en el condado de Marshall en el estado estadounidense de Tennessee. En el Censo de 2010 tenía una población de 11.100 habitantes y una densidad poblacional de 320,81 personas por km².

## Geografía
Lewisburg se encuentra ubicada en las coordenadas 35°26′58″N 86°47′19″O / 35.44944, -86.78861. Según la Oficina del Censo de los Estados Unidos, Lewisburg tiene una superficie total de 34.6 km², de la cual 34.58 km² corresponden a tierra firme y (0.04%) 0.02 km² es agua.

## Demografía
Según el censo de 2010, había 11.100 personas residiendo en Lewisburg. La densidad de población era de 320,81 hab./km². De los 11.100 habitantes, Lewisburg estaba compuesto por el 0.08% blancos, el 0.01% eran afroamericanos, el 0.22% eran amerindios, el 0.68% eran asiáticos, el 0.05% eran isleños del Pacífico, el 4.42% eran de otras razas y el 2.65% pertenecían a dos o más razas. Del total de la población el 7.77% eran hispanos o latinos de cualquier raza.